# Балоњ
Балоњ (слч. Baloň, мађ. Balony) насељено је мјесто са административним статусом сеоске општине (слч. obec) у округу Дунајска Стреда, у Трнавском крају, Словачка Република.

## Становништво
| Година:    | 1994. | 2004.   | 2014.   | 2024.   |
| ---------- | ----- | ------- | ------- | ------- |
| Број људи: | 736   | 777     | 745     | 722     |
| Разлика:   |       | +5,57 % | -4,11 % | -3,08 % |

| Година:    | 2023. | 2024.   |
| ---------- | ----- | ------- |
| Број људи: | 737   | 722     |
| Разлика:   |       | -2,03 % |

Према подацима о броју становника из 2011. године насеље је имало 757 становника.